# Panasonic JR-200U
Panasonic JR-200U (JR-200U) је кућни рачунар, производ фирме Панасоник (Panasonic) који је почео да се израђује у Сједињеним Америчким Државама током 1983. године.
Користио је MN 1800A (6802 компатибилан) као централни микропроцесор а RAM меморија рачунара JR-200U је имала капацитет од 36kb (32k + 2k за графичке знакове + 2k VRAM).

## Детаљни подаци
Детаљнији подаци о рачунару JR-200U су дати у табели испод.
|                       |                                                                 |
| [ 1 ]                 |                                                                 |
| Произвођач            | Панасоник                                                       |
| Тип                   | кућни рачунар                                                   |
| Меморија              | 36kb (32k + 2k за графичке знакове + 2k VRAM)                   |
| Поријекло             | Сједињене Америчке Државе                                       |
| Година                | 1983                                                            |
| Тастатура             | Chicklet тастатура са Бејсик командама на тастерима, 64 тастера |
| Процесор              |                                                                 |
| Фреквенција процесора | непознато                                                       |
| RAM                   | 36kb (32k + 2k за графичке знакове + 2k VRAM)                   |
| ROM                   | 16                                                              |
| Текст                 | 32 x 24                                                         |
| Графика               | 64 x 48                                                         |
| Боја                  | 8                                                               |
| Звук                  | 3 гласа, 5 октава                                               |
| Димензије             | 348 / 208 / 56 / 1,7                                            |
| Портови               |                                                                 |
| Оперативни систем     |                                                                 |